# Fiona Moverley
Fiona Moverley, née le 25 janvier 1987 à Beverley (Royaume-Uni), est une joueuse anglaise de squash. Elle atteint, en janvier 2018, la 21e place mondiale sur le circuit international, son meilleur classement.

## Biographie
Elle rejoint le circuit professionnel en 2005 mais en 2010, elle est forcée de se retirer pendant 5 ans à cause de difficultés financières. Elle effectue un retour tonitruant en octobre 2014 en remportant l'Open de Tasmanie avec un classement de 211e mondiale puis l'Open d'Édimbourg en n'étant pas tête de série avec une victoire significative sur la tête de série no 1 Lucie Fialová et sur Nele Gilis en finale.
Elle dispute son dernier match lors du British Open 2019 en mai 2019.

## Palmarès

### Titres
- Open international de squash de Nantes : 2017
- Championnats d'Europe par équipes : 2017